# Cronei csata
Cronei csata a grünwaldi ütközetet és Máriavár (Marienburg) ostromát követő csata a lengyel hadak és a Német Lovagrend serege között 1410. október 10-én a porosz Crone (Koronowo) mellett.
A lengyel had élén a király II. (Jagelló) Ulászló, Sędziwój Ostroróg poznańi vajda és Piotr Niedźwiedzki álltak 2000 vitézzel. Ellenfelük Michael Küchmeister von Sternberg, később lovagrendi nagymester ezer német lovag és háromezer sziléziai, s cseh zsoldos élén állt.
A csata a lovagok ismételt vereségét hozta, állományuk felét elvesztették, ebből félezer ember volt fogoly.

## Fordítás
- Ez a szócikk részben vagy egészben  a   Battle of Koronowo című angol Wikipédia-szócikk ezen változatának fordításán alapul.  Az eredeti cikk szerkesztőit annak laptörténete sorolja fel. Ez a jelzés csupán a megfogalmazás eredetét és a szerzői jogokat jelzi, nem szolgál a cikkben szereplő információk forrásmegjelöléseként.